# Schloss Dönhoffstädt
Schloss Dönhoffstädt is een slot in het dorp Drogosze (Duits: Dönhoffstädt, Oost-Pruisen). Sinds 1945 behoort de plaats toe aan Polen en valt onder de Poolse woiwodschap Ermland-Mazurië.
Op de plaats van het huidige slot stond eerder een Renaissanceslot. Het was in opdracht van graaf Boguslav-Friedrich van Dönhoff gebouwd tussen 1596 en 1606. In 1690, kort voor het einde van de 17e eeuw, werd het oude slot getroffen door de bliksem en brandde af. Vlak bij de plaats van het oude slot werd op een verhoging het nieuwe barokslot van de graven van Dönhoff gebouwd en Dönhoffstädt genoemd.
Het slot was ontworpen door de architecten Jean de Bodt en John von Collas en gebouwd tussen 1710 en 1716. Als voorbeeld diende het slot Schloss Friedrichstein en de stijl van het Kasteel van Versailles. Uiteindelijk werd het het grootste slot van Oost-Pruisen met 52 kamers en 365 ramen. Men noemde het slot ook wel het Versailles van Oost-Pruisen. Bijzonder is dat er een voor de 18e eeuw populaire rekenmethode werd gebruikt: het slot had 4 zuilen die de 4 jaargetijden voorstelden, 12 schoorstenen die de 12 maanden voorstelden, 52 kamers die de 52 weken in een jaar voorstelden, 365 ramen die de 365 dagen in een jaar voorstelden en 7 balkons die de 7 dagen in de week voorstelden.
Het bleef tot 1816 eigendom van de graven van Dönhoff toen de laatste erfgenaam uit de familie Dönhoff, Stanislaus op 20-jarige leeftijd in een duel met de student Friedrich van Saldern de dood vond. Bij de verdeling van de nalatenschap van Graaf Stanislaus Dönhoff verdeelden zijn zussen het omvangrijke familiebezit. Angélique Dönhoff erfde het landgoed met daarop Schloss Dönhoffstadt. Later trouwde ze met Graaf Georg van Dohna. Het bezit ging hierdoor over naar het adelgeslacht Dohna. In 1863 erfde de nicht van Angélique Dönhoff, Gravin Marianne zu Stolberg-Wernigerode, het enorme landgoed Dönhoffstadt. Haar afstammelingen bewoonden het tot 1945. De laatste bewoner was haar zoon, Graaf Udo zu Stolberg-Wernigerode, een bekende president van de Duitse Rijksdag en nazi-tegenstander.
Het slot had een eigen theater in de westelijke zijvleugel. In de oostelijke zijvleugel bevond zich een omvangrijke bibliotheek en een kapel. Rond 1830 werd eerst deze kapel veranderd in neogotische stijl en enkele jaren later (rond 1850) het gehele slot. Achter het slot lag naar het zuiden een uitgestrekt park. Dit was oorspronkelijk aangelegd in opdracht van de eerste eigenaar, graaf Boguslav-Friedrich van Dönhoff. Hij had hier onder andere een klein dierenpark ingericht.
Overblijfselen van de barokke tuin zijn in de vorm van zandsteensculpturen en -vazen in de omgeving van het slot nog tot 1945 behouden. Belangrijke stukken van het archief konden na 1945 door de Polen geëvacueerd worden en bevinden zich tegenwoordig in het archief van Allenstein (Olsztyn). De bibliotheek van Dönhoffstädt, twee vrachtwagens gevuld met boeken, waaronder twee Egyptische papyrusrollen en een gastenboek met aantekeningen van Napoleon Bonaparte en keizer Wilhelm II, werden na de Tweede Wereldoorlog aan de universiteit van Thorn (Toruń) gegeven. Meubels en schilderijen uit de prachtige inrichting bevinden zich in het kasteel van Mohrungen (Morąg) en in het museum in Allenstein. Daar bevindt zich ook een rijk versierd bruidsschatkabinet uit de Renaissance.
Toen het gebied na de Tweede Wereldoorlog onder Pools bestuur viel, werd het slot van 1954 tot 1991 als landbouwschool gebruikt. In 1975 volgde een restauratie. Veel prachtig stucwerk en monumentale schouwen zijn bewaard gebleven. Een groot deel van de inrichting is helaas verloren gegaan door plundering en vandalisme. In twee kamers op de eerste verdieping die uitkijken op het park bevinden zich nog prachtige plafondschilderingen. Sinds 1993 is het slot privébezit en staat het leeg. Het wordt bedreigd door verval, omdat de eigenaar nog steeds geen onderhoud heeft uitgevoerd. Plannen om het slot in te richten als hotel zijn tot nu toe niet verwezenlijkt.